# Rebecca Siemoneit-Barum

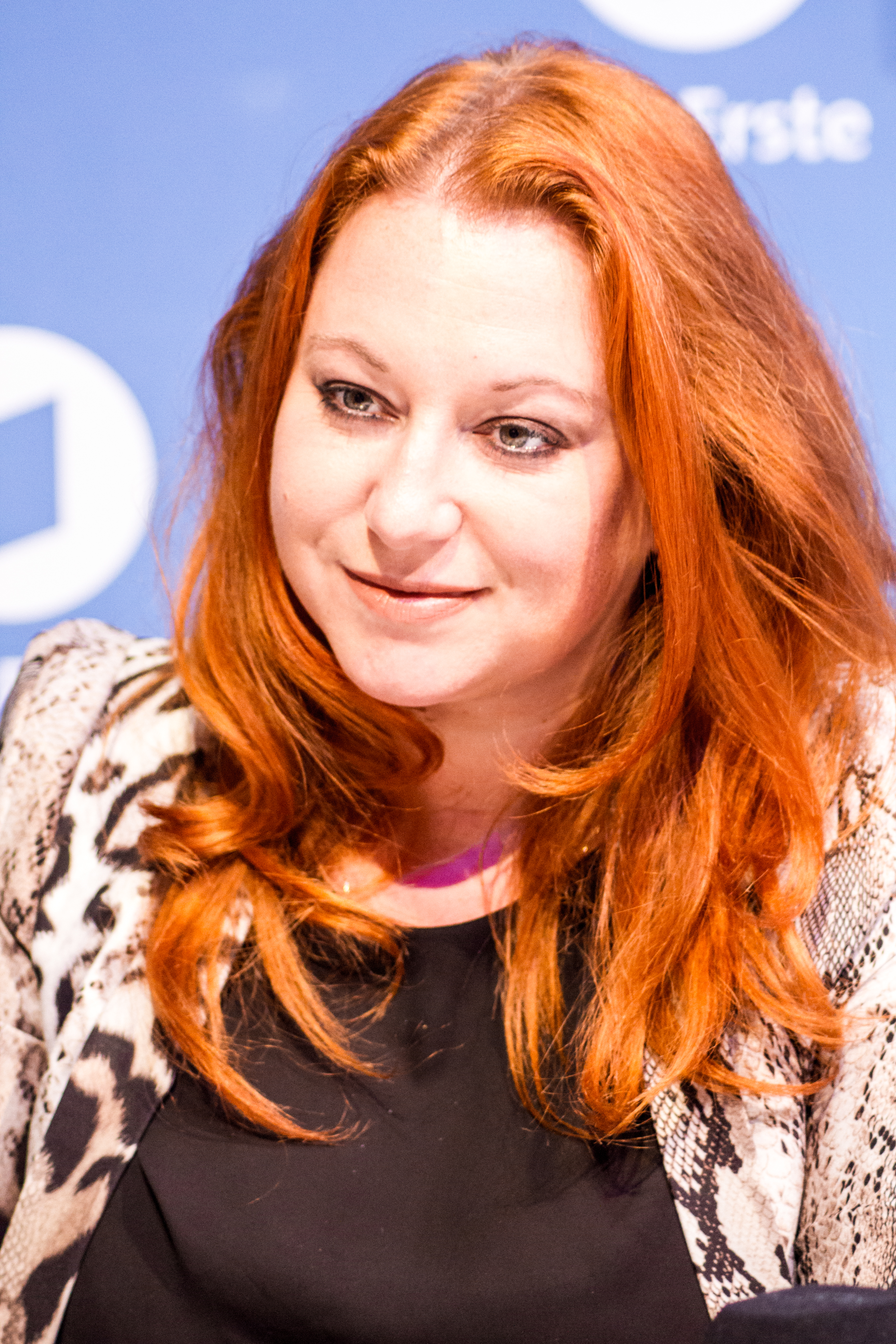
Rebecca Siemoneit-Barum, 2015

Rebecca Siemoneit-Barum (* 20. Oktober 1977 in Ulm als Rebecca Siemoneit) ist eine deutsche Schauspielerin und Unternehmerin. Sie wurde ab 1990 als „Iffi“ Zenker in der Lindenstraße bekannt.

## Leben

### Circus Barum
Sie ist Tochter von Gerd Siemoneit-Barum (1931–2021), dem Direktor des Circus Barum, und seiner Frau Rosalind, einer englischen Schauspielerin, Tänzerin und Sängerin. Sie wuchs als Zirkuskind und Artistin auf, absolvierte vom dritten Lebensjahr an eine akrobatische Grundausbildung und trat mit vier Jahren zum ersten Mal mit einer Ziegendressur auf. Mit neun Jahren stand sie zusammen mit zwei anderen Kindern als Kontorsion-Akrobatin in der Manege; sie war darin von Artisten des Barum-Ensembles ausgebildet worden.
Von 2001 bis zur Einstellung des Spielbetriebes im Oktober 2008 war sie die künstlerische Leiterin des Zirkus. Im Dezember 2012 und 2013 produzierte sie das Circus-Barum-Weihnachtsspektakel in Göttingen.

### Fernsehkarriere
Von 1990 (Folge 220) bis 2020 (Folge 1758) spielte sie die Rolle der Iphigenie „Iffi“ Zenker in der Lindenstraße. Für diese Rolle zog sie im Alter von zwölf Jahren nach Köln, während ihre Familie mit dem Zirkus auf Tournee ging. Zwischen den Folgen 1411 im Dezember 2012 und 1513 im Dezember 2014 nahm sie eine Auszeit, während der sie in zahlreichen Theaterproduktionen zu sehen war.
1995 moderierte sie das Jugendmagazin Lollo rosso. 2015 nahm sie an der RTL-Reality-Sendung Ich bin ein Star – Holt mich hier raus! teil und belegte dort den siebten Platz. Parallel hierzu veröffentlichte sie mit Willi Herren das Duett Wir sind immer noch hier. Im Januar 2017 belegte sie an der Seite ihres Coaches Gil Ofarim den zweiten Platz als Sängerin in der RTL-Show It Takes 2.

## Politisches Engagement
2010 trat sie in die CDU ein und kandidierte 2011 bei der niedersächsischen Kommunalwahl für den Kreistag des Landkreises Northeim und den Rat der Stadt Einbeck.
Ab Januar 2021 arbeitete sie im Organisationsteam für das Unterhaltungsprogramm der niedersächsischen Landesgartenschau Bad Gandersheim 2023.

## Privatleben
Rebecca Siemoneit-Barum ist Jüdin und sowohl deutsche als auch britische Staatsbürgerin. Sie ist mit dem Artisten Pierre Bauer verheiratet, mit dem sie die Geschäfte der Produktionsfirma Barum und Bauer Performance GmbH führte. Das Paar hat zwei Kinder.
Im Oktober 2005 übernahm sie die Schirmherrschaft für den Verein Alopecia Areata Deutschland e. V.
Seit 2020 ist sie Schirmherrin des Bündnisses gegen Depression Süd-Niedersachsen.

## Filmografie

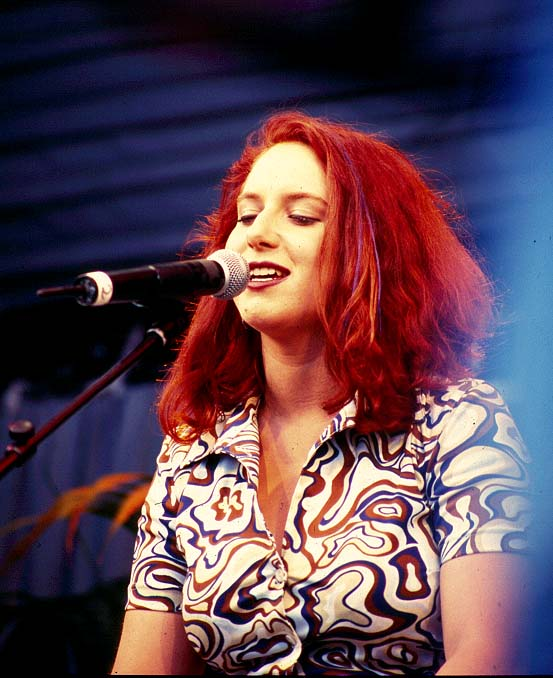
Rebecca Siemoneit-Barum, 1997

### Als Schauspielerin
- 1990–2012, 2014–2020: Lindenstraße (674 Folgen)
- 1995: Entführung aus der Lindenstraße
- 2022: Die Passion

### Sonstige Fernsehauftritte
- 1995: Lollo rosso
- 2007: Extreme Activity
- 2009, 2015: Das perfekte Promi-Dinner
- 2015: Ich bin ein Star – Holt mich hier raus!
- 2017: It Takes 2
- 2017: Dinner Party
- 2020: Rosins Fettkampf